# Cristina Balaban
Cristina Balaban (n. 1947, București, România) este o înotătoare română retrasă din activitate, care a câștigat o medalie de bronz în proba de 100 m spate la Campionatele Europene de Natație din 1966⁠(d), care au avut loc la Utrecht (Țările de Jos). Aceasta a fost prima medalie europeană la înot pentru România. La Jocurile Mondiale Universitare din 1965 a obținut două medalii de bronz. În cursul carierei sale, a câștigat 28 de titluri naționale și a stabilit 36 de recorduri naționale.
După retragerea din activitate, a lucrat ca antrenoare de înot sub numele de Cristina Balaban-Șopterian, antrenând sportive precum Carmen Bunaciu și Anca Pătrășcoiu.

## Distincții
- Medalia „Meritul Sportiv” clasa I (25 octombrie 1966) „pentru rezultatele deosebite obținute în competițiile sportive internaționale, precum și pentru contribuția valoroasă adusă la dezvoltarea culturii fizice și sportului în țara noastră”[8]
- Ordinul „Meritul Sportiv” clasa I (2004)[9]

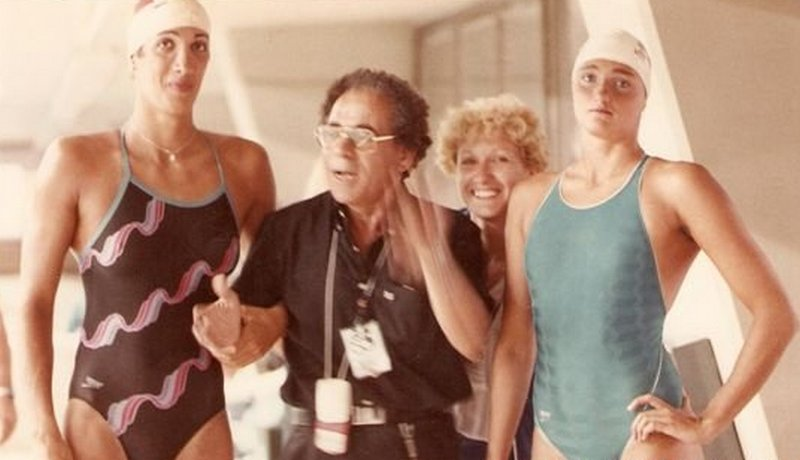
Cu Carmen Bunaciu și Anca Pătrășcoiu la Campionatul European din 1985
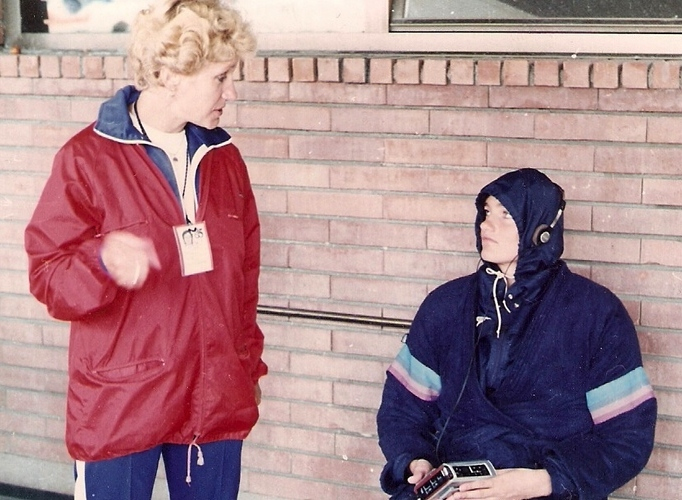
Balaban (stânga) și Pătrășcoiu la Campionatele Europene din 1985